# Spitskopschildpadden
Spitskopschildpadden (Emydura) zijn een geslacht van schildpadden uit de familie slangenhalsschildpadden (Chelidae).

## Naam en indeling
De wetenschappelijke naam van de groep werd voor het eerst voorgesteld door Karel Lucien Bonaparte in 1836. Vroeger behoorde ook de onechte spitskopschildpad (Pseudemydura umbrina) tot dit geslacht (als  Emydura inspectata), maar in 2000 werd dit weer teruggedraaid op basis van unieke kenmerken in onder andere de bouw van de schedel van deze soort.
De wetenschappelijke naam Emydura is een samensmelting van het Latijnse woord "emys' (schildpad) en het Griekse woord 'oura', dat staart betekent.

### Soorten
Er worden zes soorten erkend, inclusief de pas in 2019 beschreven soort Emydura gunaleni. Het geslacht omvat de volgende soorten, met de auteur en het verspreidingsgebied.
| Naam                                           | Auteur                                   | Verspreidingsgebied                                               |
| ---------------------------------------------- | ---------------------------------------- | ----------------------------------------------------------------- |
| Emydura australis                              | Gray, 1841                               | Australië (Noordelijk Territorium, West-Australië)                |
| Emydura gunaleni                               | Smales, McCord, Cann & Joseph-Ouni, 2019 | Indonesië (Papoea)                                                |
| Macquarischildpad (Emydura macquarii)          | Gray, 1830                               | Australië (Queensland, New South Wales, Victoria, Zuid-Australië) |
| Roodbuikspitskopschildpad (Emydura subglobosa) | Krefft, 1876                             | Australië (Queensland), Papoea-Nieuw-Guinea                       |
| Emydura tanybaraga                             | Cann, 1997                               | Australië (Noordelijk Territorium, Queensland)                    |
| Emydura victoriae                              | Gray, 1842]                              | Australië (Noordelijk Territorium, Queensland, West-Australië)    |

## Uiterlijke kenmerken
De vier verschillende soorten worden ook wel grootkopschildpadden genoemd, alle soorten hebben een relatief grote, peervormige kop met een spitse snuitpunt. De poten zijn voorzien van zwemvliezen, de voorpoten hebben vijf tenen, de achterpoten vier. De rugschildlengte is ongeveer 30 centimeter, het schild is altijd ovaal van vorm en relatief afgeplat in vergelijking met verwante waterschildpadden. Vaak is een iets opstaande rand aanwezig aan de voorzijde van het schild, een lengtekiel op het midden van het schild komt voor bij jonge dieren maar ontbreekt meestal bij volwassen exemplaren. Het nekschild is vaak goed ontwikkeld. Het buikschild heeft geen scharnierende delen en heeft een gele kleur, maar de roodbuikspitskopschildpad is hierop een uitzondering en dankt zijn naam aan het rode buikschild.

## Levenswijze

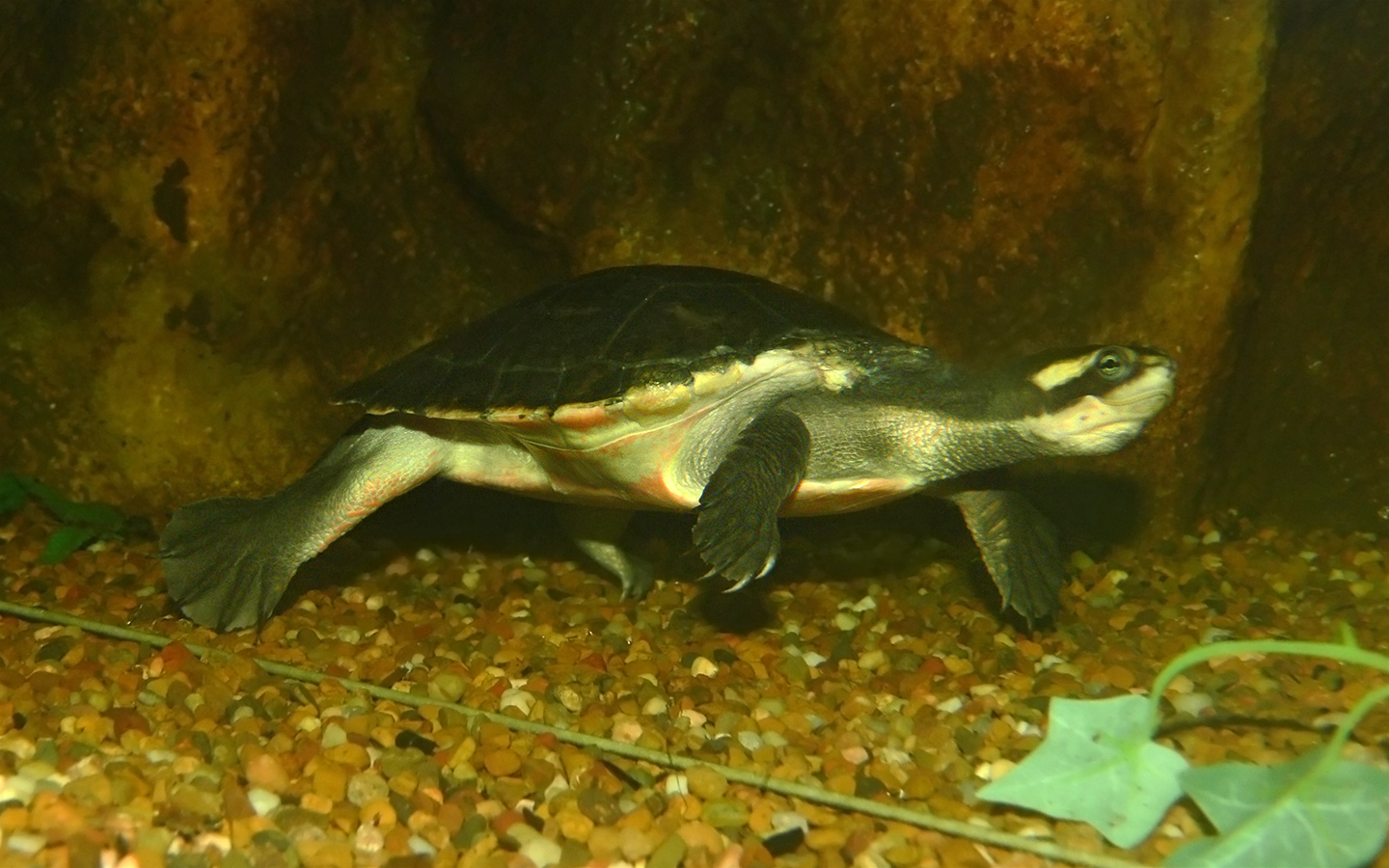
Alle soorten zijn waterminnend, afgebeeld is de roodbuikspitskopschildpad (Emydura subglobosa) in een aquarium.

De schildpadden zijn herbivoor of omnivoor, de juvenielen echter zijn voornamelijk vleeseters. Op het menu van de volwassen dieren staan voornamelijk planten, zaden, planten en soms worden ongewervelde dieren buitgemaakt. Andere prooidieren zijn, afhankelijk van de soort, insecten, vissen, tweekleppigen en kreeftachtigen.
De vrouwtjes produceren een tot drie legsels per seizoen waarin afhankelijk van de soort vier tot 35 eieren worden afgezet. De eieren hebben een ronde vorm en een verkalkte, harde schaal. Van sommige soorten is bekend dat ze de eieren afzetten in de nesten van de zeekrokodil (Crocodylus porosus). De schildpadden zijn voornamelijk overdag actief, sommige soorten kunnen een leeftijd bereiken van 25 jaar.

## Verspreiding en habitat
De meeste soorten komen voor in delen van Australië. De roodbuikspitskopschildpad is te vinden in Nieuw-Guinea en de recent beschreven soort Emydura gunaleni komt voor in Indonesië in Papoea. Spitskopschildpadden zijn bewoners van rivieren, meren, lagunen en moerassen die zowel op het land komen maar ook goed kunnen zwemmen.